# UC-44号潜艇
陛下之UC-44号艇是德意志帝国海军于第一次世界大战期间建造的其中一艘UC-II型近岸布雷潜艇或称U艇。它由汉堡的伏尔铿船厂承建，于1916年10月10日新船下水，至同年11月4日交付使用。其全长49.45米，水面及水下排水量分别为400吨和480吨，艇载武器则包括三具鱼雷发射管、六具水雷滑射槽以及一门88毫米口径甲板炮。UC-44号入役后曾被部署至北海的第一区舰队，并参与了大西洋潜艇战。通过其六次巡逻，共直接或间接击沉28艘协约国或中立国舰船，累计总吨位为26025吨。1917年8月4日，UC-44号在爱尔兰岛南岸附近因自身布设的水雷提前爆炸而沉没，造成艇内29名官兵阵亡，仅艇长1人获救。潜艇残骸于1917年9月由英国皇家海军打捞上岸，其后拆解报废。
UC-44号的运用有两个方面值得注意。它是第一艘采用通过鱼雷发射管释出油污和碎片作为战术的潜艇，以误导敌人相信它是被深水炸弹所击沉。UC-44号的实际沉没有时会被视为英方诱敌行动的成果，但同时也得出了多佛尔屏障的反潜防御对U艇的影响甚微的结论，从而迫使英国人在年底前更换了该防御系统的指挥官和运作方式。

## 设计
1915年秋天，由于中立国美国的干预，U艇战几乎陷入停顿，导致德国广泛开展《国际法》所允许的水雷战，从而使布雷潜艇的需求量相应增加。德意志帝国海军潜艇监察局（Inspektion des U-Bootwesens）的开发部门留意到了这一点，遂以UB-II型为基础，按照兼顾布雷效率和生产速度的要求，以41号工程的名义设计了UC-II型潜艇。为了弥补前型UC-I型的缺陷，UC-II型艇不仅更大，而且采用双轴推进系统。然而，与前型最主要的区别在于，UC-II型艇重新运用了双壳体结构。但它并非纯粹的双体潜艇，而是一种中间过渡型；因为外层没有封闭耐压壳体，而是作为鞍形水柜附在上方。
UC-44号是64艘UC-II型方案的其中一艘。这个亚型的艇体结构与UB-II型类似，但体积更大，全长为49.45米，并有3.68米的吃水深度；由于不再考虑铁路运输的装载限界，舷宽也得以增至5.22米。其水上和水下排水量分别为400吨和480吨。艇只采用两台科尔庭六缸四冲程520匹公制馬力（380千瓦特）柴油机用于水面运行，以及两台460匹公制馬力（340千瓦特）的西门子-舒克特电动发电机用于水下航行；水面最高航速11.7節（21.7每小時），水下6.7節（12.4每小時）；能够在水面以7節（13每小時）航速续航9,410海里（17,430），或以4節（7.4每小時）连续在水下航行60海里（110）而无需充电。其潜没需时约为48秒，能够在50米的深度下运作。
作为布雷潜艇，UC-44号改将六具布雷滑射槽安装在艇体前部，每具储存井内的水雷数量增至3枚，即合共18枚UC200型水雷。布雷时只需将存储井底部的盖板打开，水雷便可凭借自身重量滑入水中。随着滑射槽长度增加，艇体艏楼的上层建筑被抬高，上层建筑与司令塔之间的凹陷处布置了一门88毫米30倍径速射炮作为甲板炮。但由于位置相对较低，火炮甲板在恶劣海况下很容易被涌浪淹没。此外，UC-44号还装备有三具500毫米鱼雷发射管，这极大提升了潜艇的攻击能力。其中艇艏两具外置在两侧、艇艉一具则为内置式，并可搭载合共7枚G6型鱼雷。其标准船员编制为3名军官及23名水兵。

## 历史
1915年11月20日，在海军元帅阿尔弗雷德·冯·提尔皮茨的倡议下，国家海军办公室分别向三家德国造船厂合共增订15艘UC-II型潜艇。UC-44号因此成为汉堡伏尔铿船厂承建的第二批次（UC-40至UC-45号）的五号艇，建造编号为77。它于1916年10月10日新船下水，至同年11月4日在首度担任艇长的海军上尉库尔特·特本约翰斯的指挥下交付使用，随即展开海试。特本约翰斯也是该艇的唯一一任指挥官。完成海试后，UC-44号于1917年元旦被编入驻布伦斯比特尔科格的第一潜艇区舰队服役。
在仅八个月的服役生涯中，UC-44号参与了大西洋潜艇战，并通过其八次布雷及破交战巡逻，合共击沉协约国或中立国的27艘商船和1艘军舰，累计总吨位为26025吨。其中，体积最大的受害者是容积总吨为5694吨的英国货轮韦斯特维克号（Westwick）；它于1917年3月7日从巴尔的摩运送玉米前往赫尔途中，在距皇后镇的罗奇角以西约1海里（1.9）处撞上UC-44号布设的水雷而沉没。而隶属英国皇家海军、排水量为550吨的驱逐舰伊钦号则是同年7月6日在彼得黑德东北偏北约70海里（130）处遭特本约翰斯发射鱼雷击沉，共造成舰上8名官兵阵亡。
1917年2月15日，UC-44号遭到了一次特别猛烈的深水炸弹袭击，特本约翰斯遂命令将潜艇的前鱼雷发射管填满废油和其他碎片，然后发射，以模拟潜艇被击沉后可能到达水面的情况。这个策略奏效，英国人停止了攻击，使UC-44号得以逃脱。其他的U艇指挥官，以至于其他海军的同行，后续都纷纷效仿这种欺骗战术。起初这对德国人尤为有效，因为英军指挥官很容易就满足于他们击沉了敌人。

### 沉没
1917年夏，UC-44号在爱尔兰岛南岸的沃特福德港附近执行布雷任务，然后在英国扫雷艇清除水雷后重新布设。负责扫雷的英国皇家海军军官从该事件发生的规律和布雷的迅速程度推测，德国人破译了他们的代码。他们中的一些人后来声称，意识到这一点后，他们便命扫雷舰在7月中旬进行了一次虚假行动，让所有的水雷都留在原处，并使用疑似被破译的代码报称已经清除了水雷，然后关闭港口，禁止所有船只通行两周。据报道，他们希望引诱一艘被击毁的U艇沉入浅水，这样40号室和其他海军情报部门就可以回收并检查它和里面的物品。然而，历史记录表明，英国人直到UC-44号沉没后才意识到代码泄露，进而关闭沃特福德港。
UC-44号于8月4日晚返回沃特福德布设九枚水雷。在其中的四枚成功被部署到港口西侧之后，特本约翰斯开始指挥将其余五枚放置至港口中部（52°07′N 6°59′W / 52.117°N 6.983°W）。当艇艉后部的一个斜槽滑射最后一枚时，水雷发生了爆炸，潜艇就此沉入25米深的水底。特本约翰斯和另外两名船员设法从司令塔的舱口逃脱，但一个半小时后，一艘英国船只在该水域搜寻幸存者时，艇长是唯一生还的人（另有说法称另一名船员是被单独发现的）。英国人惊喜地发现，他们幸运地俘获了一名U艇指挥官。一名与特本约翰斯一起喝茶的军官表示，指挥官抱怨扫雷艇未能有效地完成任务；他们允许特本约翰斯把这条消息和他被俘的事实一同向其上级报告。当被问及德国人是否破译了英国扫雷艇使用的代码时，特本约翰斯称其作为一名军官，无法回答这个问题，但审讯者认为他回答时的举止和肢体语言表明德国人确实这样做了。
英国海军潜水员后来到达了失事的UC-44号，对其进行清理以搜寻情报，这是英国人此前在已沉没的U艇上无法做到的。他们报告称，爆炸造成的破坏集中在潜艇的艉部和轮机舱附近，靠近水雷被滑射的地方。这一发现，连同其余八枚被遭到和清除的水雷，表明该艇是在布雷期间意外引爆自身的水雷而沉没，并非由于皇家海军的任何诱敌行动，也不是像其他说法那样是UC-42号布设的剩余水雷。
UC-44号的残骸于1917年9月26日被打捞上岸并拖入附近的港湾。死者的尸体被掩埋，艇只得到仔细检查，特别是它的无线电设备。从UC-44号起获的情报使英国海军部非常不安。潜艇日志显示，它们拥有可安全通过多佛尔屏障的航向图表，并列出了潜艇应航行的深度，以及日期、时间和潮汐的精确数据；特本约翰斯的得到作战命令是，如果可能应尽量在夜间从水面上穿过防潜网；否则便以不超过40米的深度潜行。无论出于何种原因避开英吉利海峡而绕行苏格兰北端的潜艇都被建议完全在水面上航行，因为那样会使英国人相信多佛尔屏障正在发挥作用。这一发现促成了雷金纳德·培根在年底被免去多佛尔巡逻队指挥官的职务。

## 袭击历史摘要
| 日期          | 船名               | 船籍         | 吨位 | 结局       |
| ------------- | ------------------ | ------------ | ---- | ---------- |
| 1917年2月11日 | 阿什沃尔德号       | 英国         | 129  | 击沉       |
| 1917年2月12日 | 阿道夫号           | 瑞典         | 835  | 击沉       |
| 1917年2月12日 | 黛尔号             | 英国         | 198  | 击沉       |
| 1917年2月13日 | 阿尔弗雷德国王号   | 英国         | 159  | 击沉       |
| 1917年2月14日 | 贝尔沃城堡号       | 英国         | 221  | 击沉       |
| 1917年2月14日 | 玛丽·贝尔号        | 英国         | 144  | 击沉       |
| 1917年3月5日  | 瓜地亚纳号         | 葡萄牙       | 326  | 击沉       |
| 1917年3月7日  | 阿达兰斯号         | 挪威         | 1577 | 击沉       |
| 1917年3月7日  | 韦斯特维克号       | 英国         | 5694 | 击沉       |
| 1917年3月12日 | 露西·安德森号      | 英国         | 1073 | 击沉       |
| 1917年3月12日 | 马尔娜号           | 挪威         | 914  | 击沉       |
| 1917年3月13日 | 内文比号           | 英国         | 167  | 击沉       |
| 1917年3月13日 | 努塔利亚号         | 英国         | 229  | 缴作战利品 |
| 1917年4月13日 | 班登号             | 英国         | 1456 | 击沉       |
| 1917年4月15日 | 达尔马提亚人号     | 英国         | 186  | 击沉       |
| 1917年4月15日 | 海基纳号           | 荷蘭         | 157  | 击沉       |
| 1917年4月15日 | 萨特顿号           | 英国         | 160  | 击沉       |
| 1917年4月19日 | 波尔塔瓦号         | 英国         | 945  | 击沉       |
| 1917年4月20日 | 埃里思号           | 英国         | 168  | 击沉       |
| 1917年4月20日 | 希腊人号           | 英国         | 119  | 击沉       |
| 1917年4月21日 | 派克号             | 挪威         | 701  | 击沉       |
| 1917年4月22日 | 夜莺号             | 英国         | 91   | 击沉       |
| 1917年4月23日 | 欧里亚克号         | 英国         | 871  | 击沉       |
| 1917年4月23日 | 斯特恩布拉德男爵号 | 丹麦         | 991  | 击沉       |
| 1917年4月23日 | 苏格兰人号         | 丹麦         | 1564 | 击沉       |
| 1917年5月28日 | 图里德号           | 挪威         | 1148 | 击沉       |
| 1917年6月30日 | 阿萨莉亚号         | 挪威         | 2348 | 击沉       |
| 1917年6月30日 | 福玻斯号           | 義大利王國   | 3133 | 击沉       |
| 1917年7月6日  | 伊钦号             | 英國皇家海軍 | 550  | 击沉       |
| 1917年8月7日  | 哈尔东号           | 英國皇家海軍 | 810  | 击伤       |

## 脚注
1. 1 2 3  Helgason, Guðmundur. . German and Austrian U-boats of World War I - Kaiserliche Marine - Uboat.net.   [2009-02-23].
2. ↑  Tarrant，第173頁.
3. 1 2 3  Gröner 1991，第31-32頁.
4. 1 2  Helgason, Guðmundur. . German and Austrian U-boats of World War I - Kaiserliche Marine - Uboat.net.   [2015-02-23].
5. ↑  陈进，第48頁.
6. ↑  陈进，第46頁.
7. ↑  Michelsen，第48頁.
8. ↑  陈进，第165頁.
9. 1 2  Helgason, Guðmundur. . German and Austrian U-boats of World War I - Kaiserliche Marine - Uboat.net.   [2015-02-23].
10. ↑  Helgason, Guðmundur. . German and Austrian U-boats of World War I - Kaiserliche Marine - Uboat.net.   [2022-09-15].
11. ↑  Helgason, Guðmundur. . German and Austrian U-boats of World War I - Kaiserliche Marine - Uboat.net.   [2022-09-15].
12. ↑  Henry，第71–72頁.
13. 1 2 3 4  Grant，第54–55頁.
14. 1 2  Nolan，第235頁.
15. ↑  McGreal，第14頁.
16. ↑  Gray，第202頁.